# Campionat del Món de Trial 2006
|  | Per al campionat del món en pista coberta d'aquell any, vegeu Campionat del Món de Trial indoor 2006 |

La temporada de 2006 del Campionat del Món de trial fou la 32a edició d'aquest campionat, organitzat per la FIM. El calendari oficial constava de 12 proves puntuables, celebrades entre el 2 d'abril i el 24 de setembre.
Adam Raga va guanyar amb la Gas Gas el seu segon i últim títol mundial a l'aire lliure, que juntament amb els quatre de trial indoor consecutius que també va guanyar el situen en quart lloc a la llista de campions de trial més reeixits. Raga va guanyar el títol del 2006 amb un total de tres victòries i set podis més durant la temporada, contra les quatre victòries i només dos podis del subcampió, Takahisa Fujinami. El tercer fou Albert Cabestany, per davant de Dougie Lampkin. Toni Bou, en la seva darrera temporada amb Beta, va acabar cinquè després d'obtenir les dues primeres victòries de la seva carrera (la primera, a la prova inaugural de Nigrán, Galícia, i la segona al Japó). Un total de cinc catalans es van classificar aquell any entre els deu primers del campionat.
El 2006, James Dabill va acabar novè amb la Beta en la seva segona temporada al mundial. L'anglès va seguir en actiu en primera línia fins a la temporada del 2020.

## Sistema de puntuació
Barem de puntuació a partir de 1984:
| Posició | 1  | 2  | 3  | 4  | 5  | 6  | 7 | 8 | 9 | 10 | 11 | 12 | 13 | 14 | 15 |
| Punts   | 20 | 17 | 15 | 13 | 11 | 10 | 9 | 8 | 7 | 6  | 5  | 4  | 3  | 2  | 1  |

## Calendari
| Ronda | Data           | Gran Premi    | Lloc               | Guanyador         |
| ----- | -------------- | ------------- | ------------------ | ----------------- |
| 1     | 2 d'abril      | Espanya       | Nigrán             | Toni Bou          |
| 2     | 9 d'abril      | Portugal      | Mortágua           | Takahisa Fujinami |
| 3     | 20 de maig     | Estats Units  | Sequatchie         | Adam Raga         |
| 4     | 21 de maig     | Estats Units  | Sequatchie         | Adam Raga         |
| 5     | 3 de juny      | Japó          | Twin Ring Motegi   | Toni Bou          |
| 6     | 4 de juny      | Japó          | Twin Ring Motegi   | Albert Cabestany  |
| 7     | 25 de juny     | França        | La Châtre          | Dougie Lampkin    |
| 8     | 2 de juliol    | Itàlia        | Darfo Boario Terme | Takahisa Fujinami |
| 9     | 9 de juliol    | Polònia       | Myślenice          | Takahisa Fujinami |
| 10    | 30 de juliol   | Gran Bretanya | Hawkstone Park     | Takahisa Fujinami |
| 11    | 3 de setembre  | Andorra       | La Rabassa         | Albert Cabestany  |
| 12    | 24 de setembre | Bèlgica       | Spa-Francorchamps  | Adam Raga         |

1. ↑  A la província de Brescia

## Classificació final
| Posició | Pilot             | Motocicleta | Punts |
| ------- | ----------------- | ----------- | ----- |
| 1       | Adam Raga         | Gas Gas     | 201   |
| 2       | Takahisa Fujinami | Montesa     | 184   |
| 3       | Albert Cabestany  | Sherco      | 177   |
| 4       | Dougie Lampkin    | Montesa     | 169   |
| 5       | Toni Bou          | Beta        | 160   |
| 6       | Jeroni Fajardo    | Gas Gas     | 131   |
| 7       | Marc Freixa       | Scorpa/Beta | 105   |
| 8       | Tadeusz Blazusiak | Scorpa      | 83    |
| 9       | James Dabill      | Beta        | 80    |
| 10      | Shaun Morris      | Gas Gas     | 54    |
|         |                   |             |       |
| 15      | Jordi Pascuet     | Gas Gas     | 14    |
|         |                   |             |       |
| 20      | Xavier León       | Gas Gas     | 8     |
|         |                   |             |       |
| 29      | Josep Maria Juan  | Beta        | 1     |